# Anglo-Belgian India Rubber Company
De Anglo-Belgian India Rubber Company (ABIR, Abir Congo Company) was een bedrijf dat rubber exploiteerde in de Onafhankelijke Congostaat, een land destijds in privé-eigendom van Leopold II van België. Het bedrijf werd opgericht in 1892 met Brits en Belgisch kapitaal en was gevestigd in Antwerpen in België. In 1898 trokken de Britse aandeelhouders zich terug en veranderde de onderneming haar naam in de Abir Congo Company met als hoofdvestiging de Congo-Vrijstaat.

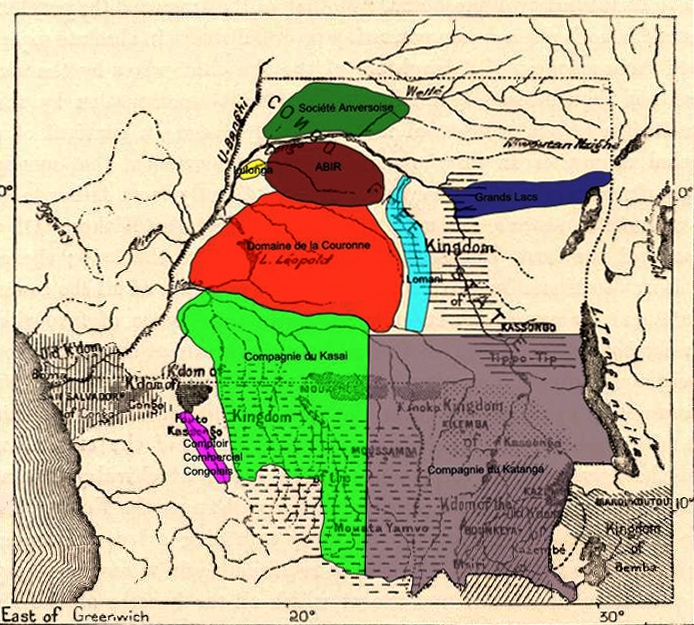
Donkerrood de concessie van ABIR

ABIR's handelsposten

Het bedrijf had een concessie van 8 miljoen hectare gekregen in het noorden van het land. Daarbij kreeg het bedrijf het recht om bij de dorpen in het gebied belasting te heffen in de vorm van rubber dat gewonnen kon worden uit de in het oerwoud aanwezige rubberlianen. Het inzamelsysteem werkte met een reeks handelsposten langs de twee belangrijkste rivieren in het concessiegebied. Elke post stond onder bevel van een Europese  rubberopzichter bemand met gewapende schildwachten om belasting te handhaven en rebellen te straffen.
ABIR maakte eind jaren 1890 behoorlijke winst door in Europa een kilo rubber te verkopen voor 10 fr, wat hen slechts 1,35 fr had gekost. Degenen die de belasting niet konden betalen werden gestraft met gevangenisstraf, geseling en andere lijfstraffen. Het bedrijf bekommerde zich niet om het duurzame beheer van de rubberlianen waardoor deze werden gekapt en steeds schaarser werden. Rond 1904 begon de winst te dalen. Begin jaren 1900 braken er hongersnood en ziekten uit in het concessiegebied. Er ontstonden opstanden tegen het bewind van ABIR en een vluchtelingenstroom naar Frans-Congo en naar het zuiden. Het leidde tot gewapend ingrijpen.